# Sonar per sottomarini classe Toti

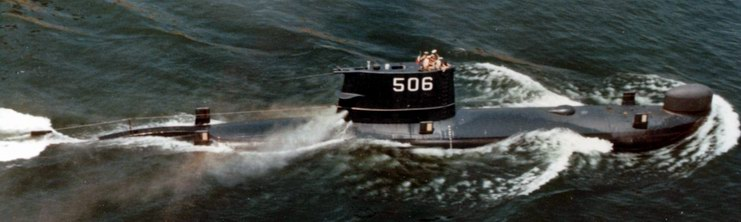
Sonar IP64- sottomarino Toti: in vista in alto a prua la cuffia idrodinamica che copre la base cilindrica per la scoperta attiva dei bersagli con il metodo dell'eco, sui fianchi le sei pinne per la sperimentazione del sistema per la misura della distanza in passivo

I sonar per sottomarini classe Toti erano apparati studiati e prodotti, in piccola serie, negli anni 60, nei laboratori della Soc. USEA in San Terenzo di Lerici (La Spezia); sono stati impiegati per la navigazione dei battelli fino al 1997 quando l'ultimo sottomarino della classe è stato radiato. Gli apparati erano identificati con la sigla: IP64. 
L’illustrazione del sonar  IP64, riportata in questa pagina, è utile allo scopo di fornire un’idea globale sulla struttura e sul funzionamento degli apparati per la localizzazione subacquea.

## Caratteristiche generali del sonar IP64
Il sonar IP64   era diviso funzionalmente in due sezioni:
-Le parti esterne bagnate
-Le parti interne

### Le parti esterne bagnate
Con la dizione parti esterne bagnate si fa riferimento a tutte le parti elettroacustiche immerse in mare per la ricezione/trasmissione dei segnali acustici.
-Base idrofonica ricevente in bassa frequenza: 
(Tecnologia) idrofoni piezoelettrici  a stecca montati come cortina a proravia del battello -base conforme-.
-Base ricetrasmittente in alta frequenza: 
(Tecnologia) trasduttori elettroacustici con elementi magnetostrittivi sulla superficie laterale di un cilindro montato nella parte alta della prua del sottomarino.
-Base idrofonica a media frequenza per misuratore passivo della distanza a carattere sperimentale: 
(Tecnologia) 6 pinne a mosaico rettangolare d'idrofoni piezoelettrici a dischetto montati lungo i fianchi superiori dello scafo .

#### Planimetria della collocazione delle basi acustiche
In figura, non in scala tra loro, le disposizioni delle tre basi idrofoniche dei sottomarini classe Toti.

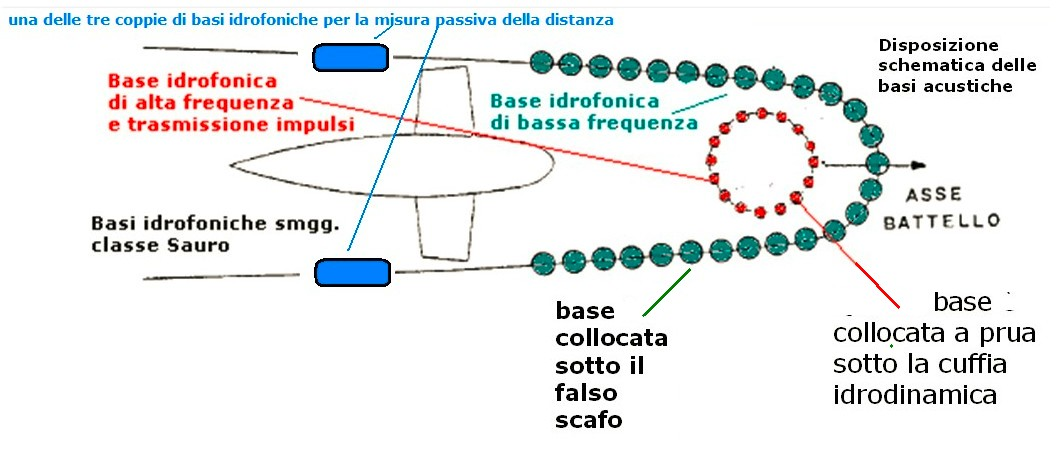
Planimetria basi acustiche sonar IP64

-In colore verde la base idrofonica per la ricezione dei segnali acustici in bassa frequenza è collocata sotto il falso scafo del battello non è visibile dall'esterno; l'insieme degli idrofoni è detto base conforme. 
-In colore rosso la base cilindrica, impiegata sia per la trasmissione degli impulsi che per la ricezione degli echi, è collocata in alto a prua sotto la cuffia idrodinamica.
-In colore celeste una delle tre coppie di sensori acustici del misuratore di distanza sperimentale.

#### Collegamenti tra basi idrofoniche e parti interne

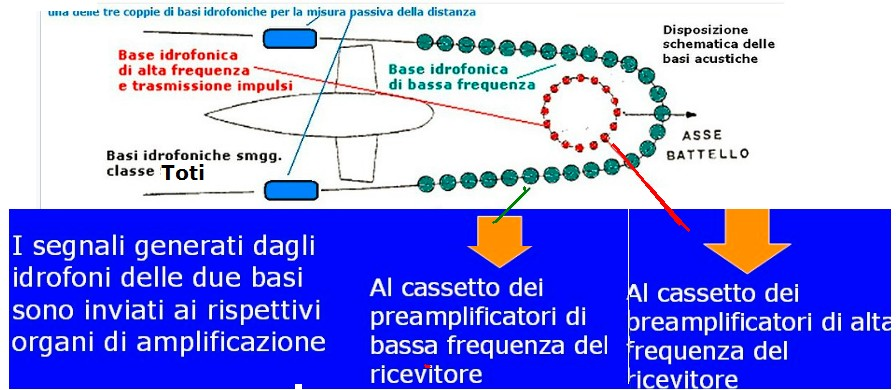
IP64- Collegamento parti bagnate ed interne

In figura sono mostrati i collegamenti tra le basi idrofoniche e le parti interne: -

### Le parti interne
Le caratteristiche delle parti interne del sonar IP64 costituivano la struttura intelligente del sonar, erano montate all'interno dello scafo per l'elaborazione e l'evidenziazione dei segnali acustici:
-Scoperta panoramica dei bersagli passivi  in alta frequenza, con presentazione video su di un arco d'orizzonte di {\displaystyle 360}°: 
(Tecnologia) Ricevitori a fasci preformati con rivelatori d'inviluppo; Trasmissione con impulsi non codificati.
-Scoperta manuale a punteria, di buona precisione, dei bersagli attivi e passivi, sia in bassa che in alta frequenza su di un arco d'orizzonte di {\displaystyle 360}°: 
(Tecnologia) Ricevitori audio a banda variabile; collimazione bersagli con sistema di somma e differenza.
-Presentazione video tipo PPI (Plan Position Indicator) : (Tecnologia) Componenti elettronici sparsi.

#### Vista d'insieme del Sonar IP64
Mostrati in figura, non in scala tra loro, tutti i componenti dell'apparato:

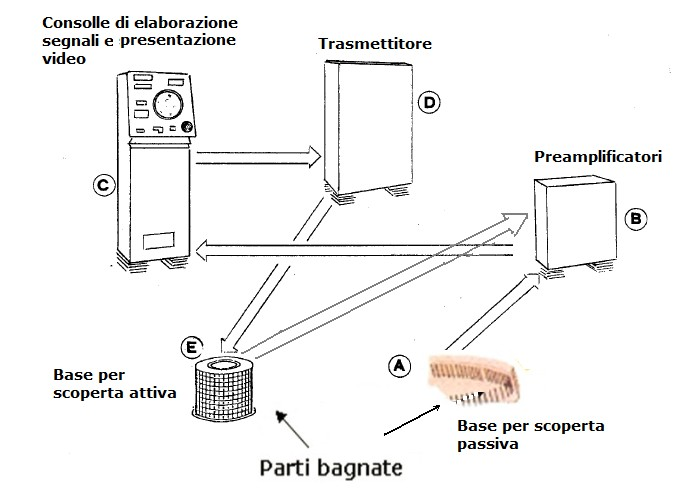
Vista d'insieme Sonar IP64

Il percorso dei segnali è indicato con frecce e lettere:
-Dalle due basi idrofoniche, riceventi di bassa ed alta frequenza, conforme e cilindrica, i segnali ricevuti sono inviati al cofano preamplificatori, percorsi A-B e E-B.
-I segnali all'uscita dei preamplificatori sono inviati alla consolle di comando e controllo per la loro elaborazione e successiva presentazione video, percorso B-C.
-Il trasmettitore, su comando della consolle, percorso C-D, invia alla base cilindrica, percorso D-E l'impulso d'emissione per la scoperta dei bersagli passivi con il metodo dell'eco.

##### I circuiti di preamplificazione dei segnali idrofonici

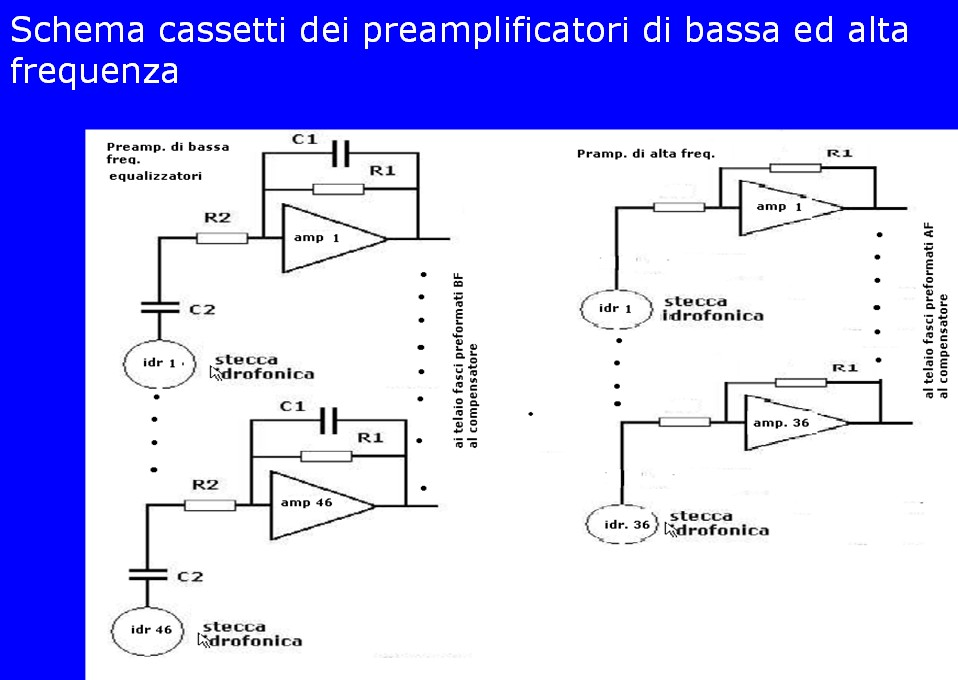
IP64- Preamplificatori

Il cassetto dei preamplificatori contiene due gruppi circuitali come mostrato in figura:
- Il primo gruppo, a sinistra nel disegno, contiene i preamplificatori per gli idrofoni della base conforme. Il circuito ha il compito di amplificare i segnali idrofonici di bassa frequenza equalizzandoli in modo che il rumore del mare si presenti allo stesso livello in tutto il campo delle frequenze impiegate. I segnali d'uscita sono applicati al sistema di collimazione a punteria in bassa frequenza.
- Il secondo gruppo, a destra nel disegno, contiene i preamplificatori per i segnali della base circolare. Il circuito ha il compito di amplificare i segnali idrofonici di alta frequenza e adattare l'impedenza dei singoli trasduttori. I segnali d'uscita sono applicati, sia ai circuiti per la formazione fasci con rivelatori d'inviluppo, sia al sistema di collimazione a punteria in alta frequenza.

##### Funzioni all'interno della consolle
La parte inferiore della consolle conteneva nell'ordine i seguenti blocchi funzionali:
- Circuiti per la formazione dei fasci preformati di alta frequenza con rivelatori d'inviluppo per la scoperta panoramica dei bersagli con il metodo dell'eco.
-Gruppo per la collimazione manuale dei bersagli in bassa frequenza; scoperta dei bersagli a punteria; con annessi circuiti di somma e differenza.
-Strutture varie di alimentazione, sistemi di sicurezza e interfaccia con la parte superiore della consolle.

##### Il complesso dei fasci preformati in alta frequenza

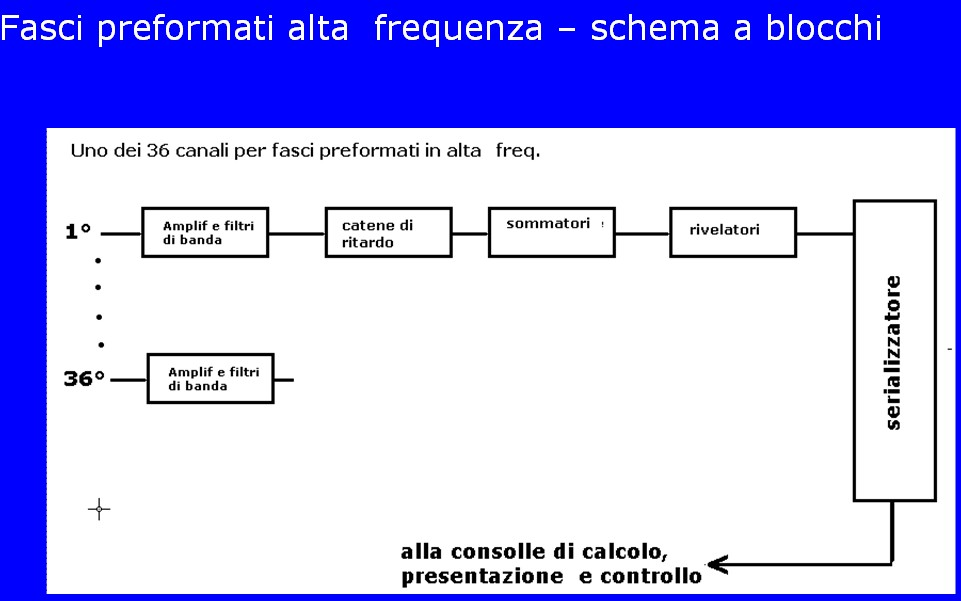
Fasci preformati IP64

Lo schema a blocchi dei circuiti per la formazione dei fasci preformati   in alta frequenza è tracciato in figura:
Il sistema è dotato di canali di amplificazione e filtraggio in banda, l'uscita di questi è applicata ai rivelatori d'inviluppo le cui uscite sono scandite da un serializzatore elettronico, da questo l'invio dei dati alla parte superiore della consolle per la presentazione panoramica dello scenario subacqueo. I segnali applicati ai rivelatori sono rimessi in coerenza da un insieme di strutture di ritardo analogiche.

##### Complesso di puntamento manuale dei bersagli attivi con compensatore

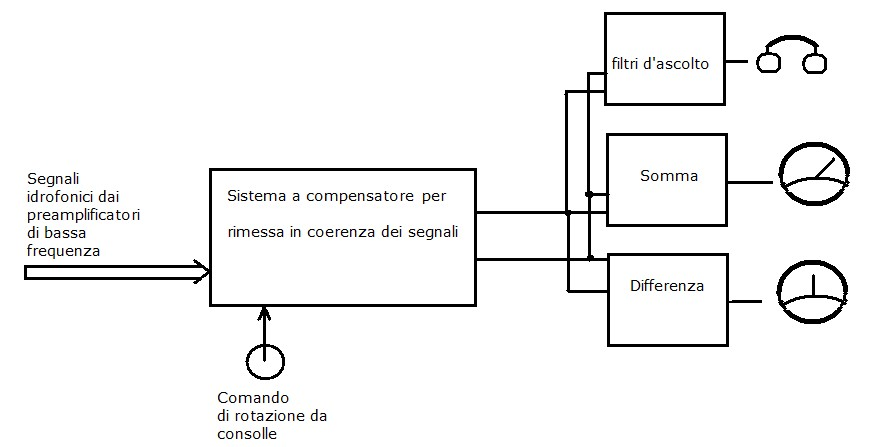
- Compensatore IP64

Lo schema a blocchi del circuito per la ricerca manuale dei bersagli con il compensatore  è in figura:
Il sistema è dotato di canali di rimessa in coerenza, uno per la bassa frequenza, l'altro per l'alta frequenza; l'uscita di questi è applicata a ad un insieme di blocchi funzionali:
-Collimatore per la base idrofonica, ricerca della massima ampiezza della caratteristica di direttività.
-Collimatore per la base idrofonica, ricerca del minimo livello artificiale della caratteristica di direttività.
-Selezionatore dei filtri di banda d'ascolto per l'amplificatore che pilota sia l'altoparlante, sia le cuffie per l'operatore al sonar.
-Puntatore sui bersagli comandato da apposito volantino sul fronte della consolle.

#### Unità di potenza per la trasmissione ad impulsi

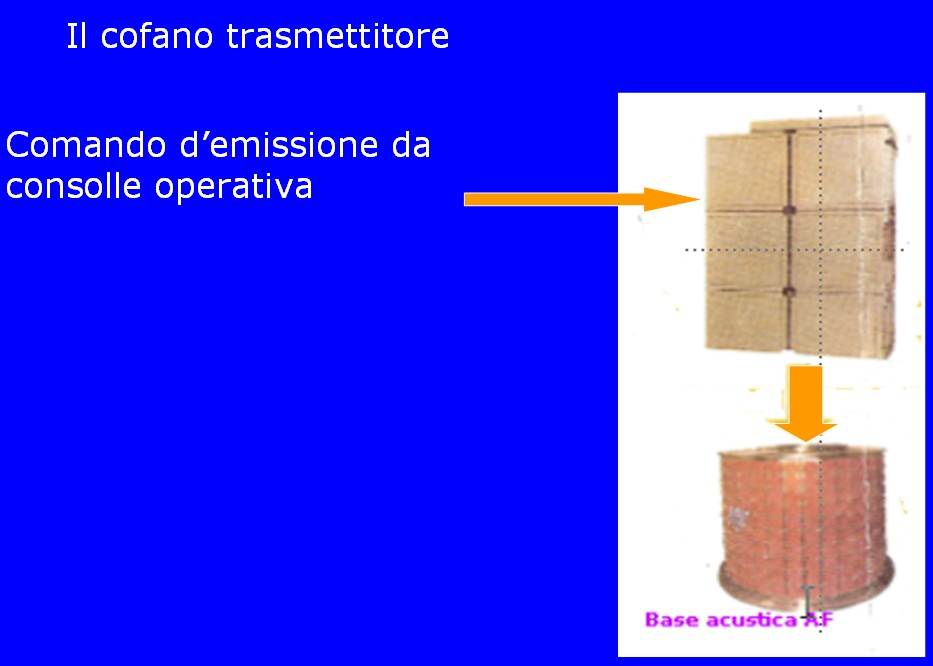
IP64 - Cofano trasmettitore d'impulsi e base cilindrica d'emissione.

Una vista del trasmettitore è mostrata in figura:
Il trasmettitore  è costituito da alcune unità di potenza in grado di eccitare la base circolare affinché questa emetta impulsi di livello acustico voluto.
La trasmissione degli impulsi, a comando dell'operatore alla consolle, può avvenire in modalità direttiva o in modalità omnidirezionale . In modalità direttiva si ha l'emissione degli impulsi al massimo del livello di pressione, in modalità omnidirezionale la pressione generata dalla base è a livello inferiore dovendo distribuire tutta la potenza su di un arco di {\displaystyle 360}°

#### La consolle di comando e controllo
Dtcdtcx
La consolle di comando e controllo delle funzionalità del sonar IP64 è mostrata in figura:
Le funzioni esplicate dal sistema sono:
- Presentazione panoramica dello scenario subacqueo per la scoperta dei bersagli con il metodo dell'eco [9] .
- Presentazione strumentale delle funzioni somma e differenza [10] .
- Comando a mezzo volantino della punteria manuale; presentazione del valore angolare connesso[11] .
- Sistema d'inserzione filtri di banda [12] per ascolto del rumore dei bersagli in fase di punteria.
- Comandi per l'emissione impulsiva: omnidirezionale / direttiva / durata impulsi [13] .